# تشانغ مو
تشانغ مو هي لاعبة تنس الطاولة كندية، ولدت في 17 يناير 1989 في شيجياتشوانغ في الصين.

## وصلات خارجية
- تشانغ مو على موقع منظمة تنس الطاولة العالمي (الإنجليزية)
- تشانغ مو على موقع أوليمبيديا (الإنجليزية)
- تشانغ مو على موقع دورة ألعاب الكومنولث 2006 (مؤرشف) (الإنجليزية)